# École des hautes études en sciences sociales
A párizsi École des hautes études en sciences sociales (EHESS) az egyik legszelektívebb és legrangosabb társadalomtudományi grande école Párizsban, Franciaországban. 
Az EHESS eredetileg az École pratique des hautes études osztálya volt, amelyet 1868-ban alapítottak tudományos kutatók képzésére. 1975-ben vált önálló intézménnyé. Kutatásai ma a közgazdaság- és pénzügy, a kognitív tudományok, a bölcsészettudományok és a politika területeire terjednek ki, így a tudományokra, alkalmazott matematikára és statisztikára, fejlődéstanulmányokra, szociológiára, antropológiára, történelemre, zenetudományra, ill. a társadalomtudományok filozófiája.

## Híres diplomások
- Betegh Gábor, magyar filozófus, oktató, kutató
- Nilüfer Göle, török szociológus
- Dimitris Michalopoulos, görög történész
- Mohamed Mbougar Sarr, szenegáli író
- Dan Alexe, román író, műfordító, nyelvész, újságíró, dokumentumfilmes